# Cantallops
Cantallops település Spanyolországban, Girona tartományban. Cantallops La Jonquera, Sant Climent Sescebes és Capmany községekkel határos. Lakosainak száma 346 fő (2024).

## Népesség
A település népessége az elmúlt években az alábbi módon változott:
| Lakosok száma | 67   | 882  | 569  | 497  | 259  | 267  | 319  | 324  | 313  | 346  |
|               | 1717 | 1887 | 1936 | 1960 | 1986 | 2004 | 2009 | 2014 | 2019 | 2024 |